# WASP-49
WASP-49 è una nana gialla visibile nella costellazione della Lepre. Dista circa 638 anni luce dal sistema solare.
Attorno ad essa orbita il pianeta WASP-49 b, scoperto nel 2011.

## Osservazione
Si tratta di una stella situata nell'emisfero celeste australe; grazie alla sua posizione non troppo meridionale, può essere osservata dalla gran parte delle regioni della Terra, sebbene gli osservatori dell'emisfero sud siano più avvantaggiati. Nei pressi dell'Antartide appare circumpolare, mentre resta sempre invisibile solo oltre il circolo polare artico. Essendo di magnitudine +11,36, la stella non è osservabile ad occhio nudo.
Il periodo più propizio per la sua osservazione nel cielo serale ricade nei mesi compresi fra dicembre e aprile.

## Caratteristiche fisiche
WASP-49 è una nana gialla di sequenza principale di classe spettrale G6 V.
Con una metallicità [Fe/H] pari −0,23, la stella presenta un'abbondanza del ferro rispetto all'idrogeno pari al 59% di quella solare.
Il sistema si sta allontanando dal nostro sistema solare, avendo una velocità radiale complessivamente positiva.

## Sistema planetario
Attorno a WASP-49 orbita un gioviano caldo scoperto nel 2011, con il metodo dei transiti, nell'ambito del programma di ricerca di pianeti extrasolari condotto da SuperWASP, da cui la denominazione del pianeta e della stella.
WASP-49 b possiede una massa di 0,378 MJ e un raggio di 1,115 RJ. Completa un'orbita circolare in 2,78 giorni terrestri, ad una distanza dalla stella di 0,0378 UA.
Nel 2017 è stata rilevata la presenza di una nube di sodio e potassio attorno al pianeta, che è stata correlata alla presenza di una esoluna che sarebbe caratterizzata da un'intensa attività vulcanica, come accade per Io.

### Prospetto del sistema
Segue un prospetto dei componenti del sistema planetario di WASP-49, in ordine di distanza dalla stella.
| Pianeta | Tipo           | Massa    | Raggio   | Periodo orb. | Sem. maggiore | Incl. orbita | Scoperta |
| ------- | -------------- | -------- | -------- | ------------ | ------------- | ------------ | -------- |
| b       | gioviano caldo | 0,378 MJ | 1,115 RJ | 2,78 giorni  | 0,0378 UA     | 84,89        | 2011     |